# Bernard Lehideux

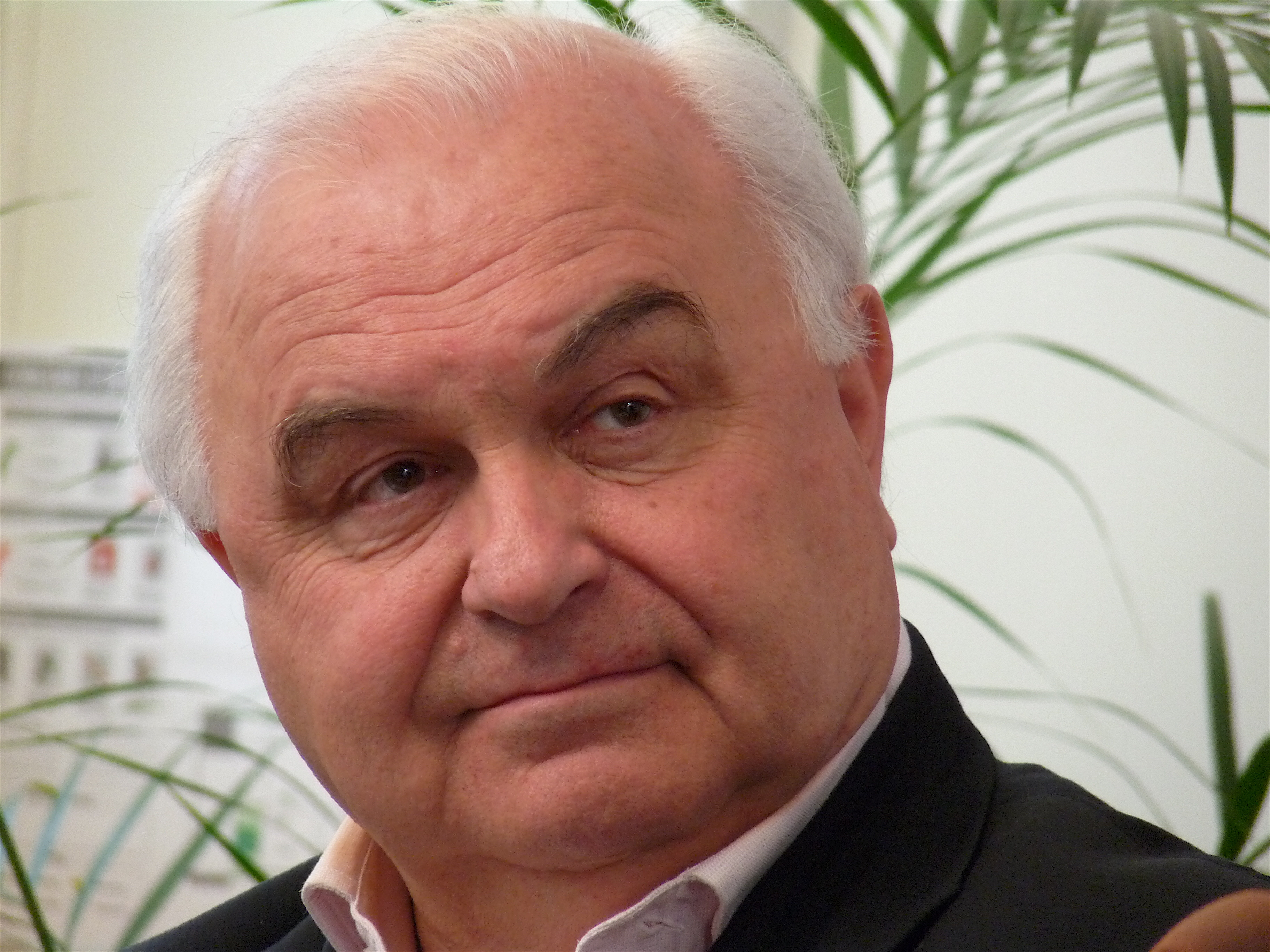
Bernard Lehideux (2009)

Bernard Lehideux (* 23. September 1944 in Paris) ist ein französischer Politiker (Républicains indépendants, PR, UDF, MoDem). Er war von 1998 bis 1999 sowie von 2004 bis 2009 Mitglied des Europäischen Parlaments.

## Politische Karriere
Lehideux engagierte sich in den 1960er-Jahren in der Jugendorganisation der konservativ-liberalen Républicains indépendants (FNRI) von Valéry Giscard d’Estaing. Von 1969 bis 1973 war er Büroleiter des Abgeordneten und FNRI-Generalsekretärs Michel Poniatowski, dann bis 1976 Beauftragter des FNRI-Generalsekretärs Michel d’Ornano. 1976 wurde Lehideux nationaler Sekretär der Républicains indépendants bzw. ab 1977 der Parti républicain für Pressebeziehungen, von 1978 bis 1987 war er nationaler Parteisekretär für Wahlen und Verbände.
Von 1979 bis 1984 gehörte er dem Conseil économique et social an. Von 1983 bis 1995 war Lehideux Mitglied des Stadtrats von Paris, außerdem 1983–1986 und 1992–2010 Mitglied des Regionalrats der Île-de-France. In letzterem war er 1992–1995 und 1998–2010 Fraktionsvorsitzender der UDF, von 1995 bis 1998 Vizepräsident des Regionalrats.
Bei der Europawahl 1994 verpasste Lehideux aufgrund des schwachen Abschneidens der RPR/UDF-Liste zunächst den Einzug, rückte aber im April 1998 für den ausgeschiedenen Bernard Stasi in das Europäische Parlament nach. Er saß in der christdemokratischen EVP-Fraktion und war stellvertretender Vorsitzender des Ausschusses für Entwicklung und Zusammenarbeit. Bei der Europawahl im Jahr darauf verlor er seinen Sitz wieder.
Bei der Europawahl 2004 erstarkte die UDF und Lehideux gehörte bis 2009 erneut dem EU-Parlament an. Er saß in dieser Legislaturperiode in der liberalen ALDE-Fraktion, war Mitglied im Ausschuss für Beschäftigung und soziale Angelegenheiten sowie Delegierter in der Paritätischen Parlamentarischen Versammlung AKP-EU. Lehideux beteiligte sich 2007 an der Umwandlung der UDF in das Mouvement démocrate (MoDem) und fungierte als Stabschef des Parteivorsitzenden François Bayrou. Bei der Europawahl 2009 verlor MoDem fast die Hälfte seiner Sitze, darunter auch den von Lehideux.